# Ask és Embla

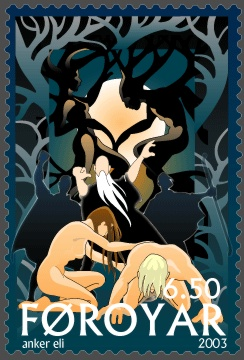
Ask és Embla egy feröeri bélyegen (Anker Eli Petersen, 2003)

A skandináv mitológiában Ask és Embla (Óészaki nyelven: Askr ok Embla) az első két ember, akiket az istenek teremtettek, hasonlóan Ádámhoz és Évához.

## Teremtés
Odin és a testvérei, Vili és Vé (néha Höner és Lodur) voltak a skandináv kozmológia mind a kilenc világának alkotói. Egyszer találtak két fatörzset a tengerparton, egyik kőrisfa (ask) a másik szilfa (alm) volt. Odin emberi alakot faragott belőlük és életet lehelt beléjük. Vili értelmet és mozgásképességet, Vé pedig érzékeket és érzelmeket adott nekik. Ez a két ember, Ask (a férfi) és Embla (a nő, jelentése: kis szilfa) lettek az egész emberiség ősei, akik Midgardban éltek.

## Fordítás
- Ez a szócikk részben vagy egészben  az   Ask och Embla című svéd Wikipédia-szócikk fordításán alapul.  Az eredeti cikk szerkesztőit annak laptörténete sorolja fel. Ez a jelzés csupán a megfogalmazás eredetét és a szerzői jogokat jelzi, nem szolgál a cikkben szereplő információk forrásmegjelöléseként.
- Ez a szócikk részben vagy egészben  az   Ask and Embla című angol Wikipédia-szócikk fordításán alapul.  Az eredeti cikk szerkesztőit annak laptörténete sorolja fel. Ez a jelzés csupán a megfogalmazás eredetét és a szerzői jogokat jelzi, nem szolgál a cikkben szereplő információk forrásmegjelöléseként.